# Nexus 7 (2013)
Nexus 7 (2013) är en surfplatta designad och utvecklad av Google i samarbete med Asus.